# Atentado de la estación de Parsons Green de 2017
El atentado en la estación Parsons Green de 2017 se produjo el 15 de septiembre de 2017, a las 8:20 a. m., hora local (UTC+1), cuando, en un vagón del Metro de Londres, un artefacto explosivo colocado en una bolsa del supermercado Lidl y tirado posteriormente a una cubeta, explotó, al momento en que arribaba a dicha estación de la línea District Line. La explosión causó 22 heridos, que fueron trasladados a diferentes hospitales. Las autoridades policiales británicas trataron el incidente como un acto terrorista.

## Antecedentes
El ataque ocurrió luego de una serie de incidentes terroristas en el país como el atentado de Westminster de 2017 en marzo, el atentado de Mánchester de 2017 en mayo, el atentado de Londres de junio de 2017 y el atentado de Finsbury Park de 2017 en junio.

## El ataque

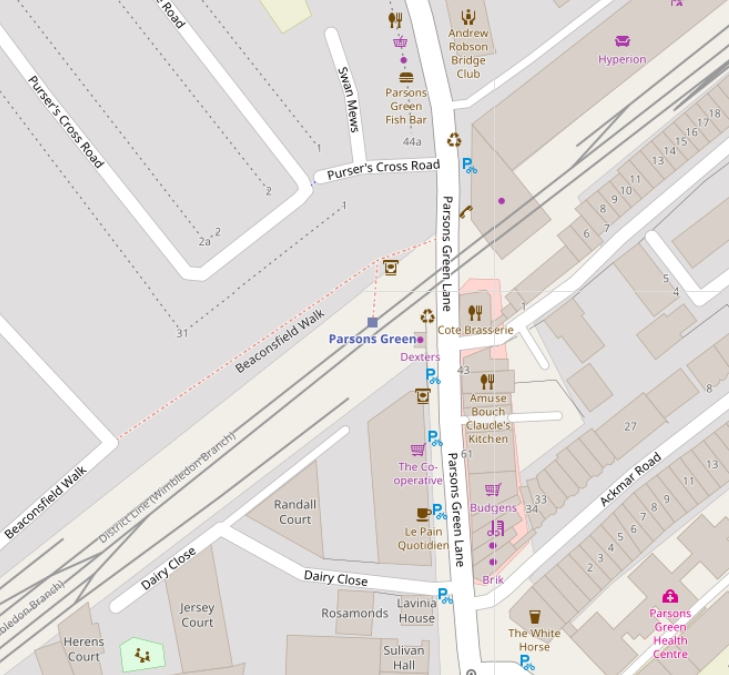
Mapa del atentado de la estación de Parsons Green de 2017

A las 08:20 a. m. (UTC +1) mientras un tren del metro londinense arribaba a la estación Parsons Green, un artefacto explosivo improvisado colocado en una cubeta envuelta en una bolsa del supermercado Lidl, estalló, produciendo una bola de fuego. El artefacto tenía cables expuestos así como un objeto que podría ser un temporizador y una toalla negra.
El metro se encuentra normalmente saturado en ese horario, por lo que la explosión hirió a 22 personas, muchas de las cuales fueron trasladadas al St Mary's Hospital, que se encuentra en Paddington. Testimonios hablaron de personas con heridas en el rostro, aunque los cuerpos de emergencia reportaron que no había víctimas con compromiso mortal. Tras la explosión, cientos de personas abandonaron intempestivamente el vagón, provocando una estampida humana y que las personas caminaran por las vías. En redes sociales circularon imágenes del artefacto explosivo aún en llamas dentro del vagón.
Reportes policiales preliminares indicaron que el artefacto estalló parcialmente, produciendo una deflagración y no una explosión completa.

## Consecuencias
Mark Rowley, de la policía antiterrorista de Londres, declaró que la explosión es un ataque terrorista. Se implementó tras el ataque un operativo policial con cientos de detectives de la Policía Metropolitana de Londres y la agencia de inteligencia británica MI5 con el fin de dar con los responsables. Además del análisis de imágenes del circuito cerrado de televisión del tren y de la estación, autoridades pidieron que las personas enviaran fotografías y videos que pudieran ayudar a la justicia.

## Reacciones
- La primera ministra del Reino Unido, Theresa May, expresó que sus pensamientos estaban con las víctimas del ataque y con "los servicios de emergencia que están respondiendo valientemente a este incidente terrorista".[7]
- El presidente de los Estados Unidos, Donald Trump, expresó que "los terroristas perdedores deben ser tratados de una manera mucho más dural. ¡Internet es su principal herramienta de reclutamiento que debemos cortar y utilizar mejor!"[8]